# Крупнейшие организмы

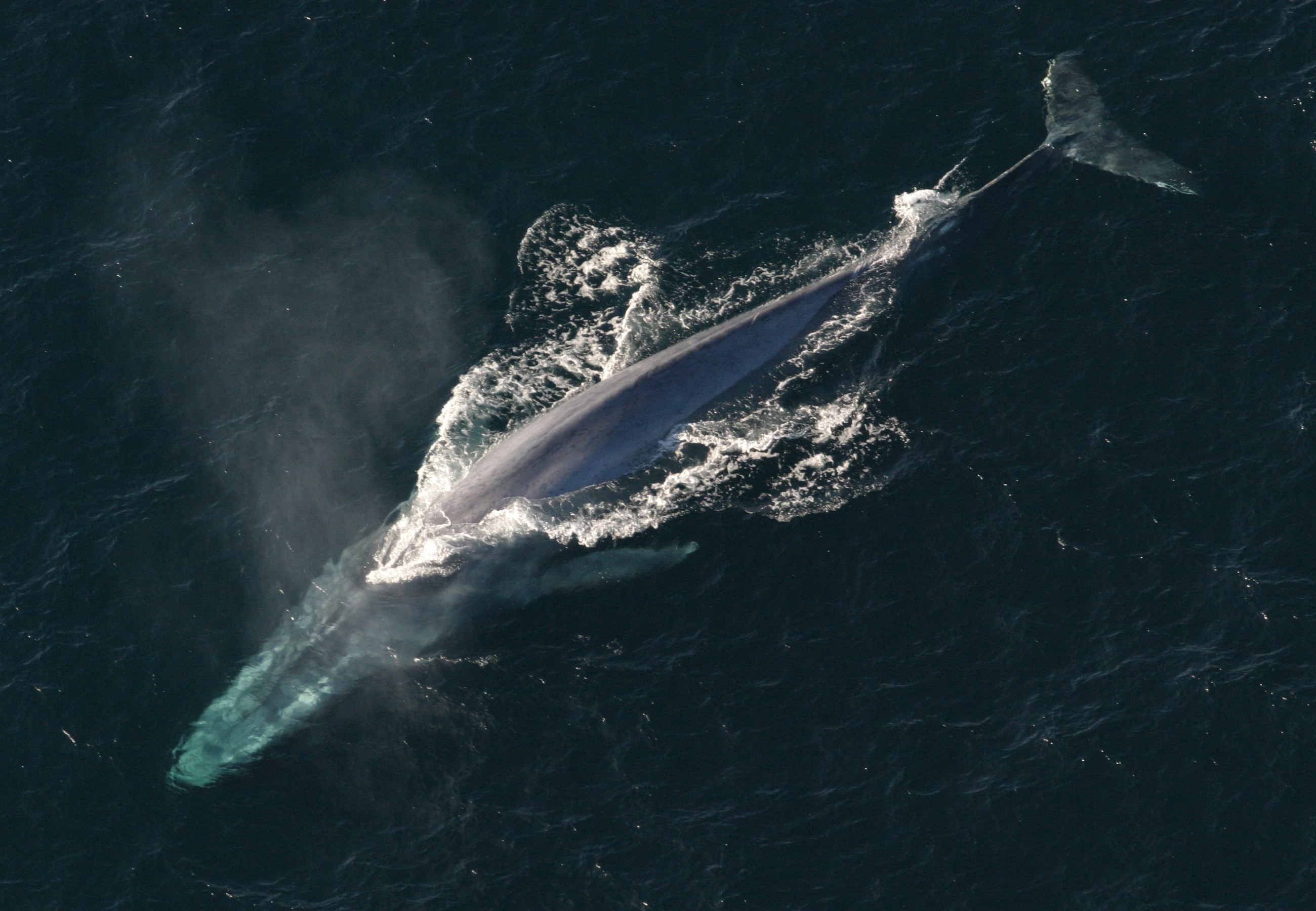
Синий кит достигает 33 м в длину и массы более 150 тонн, являясь самым крупным животным в мире

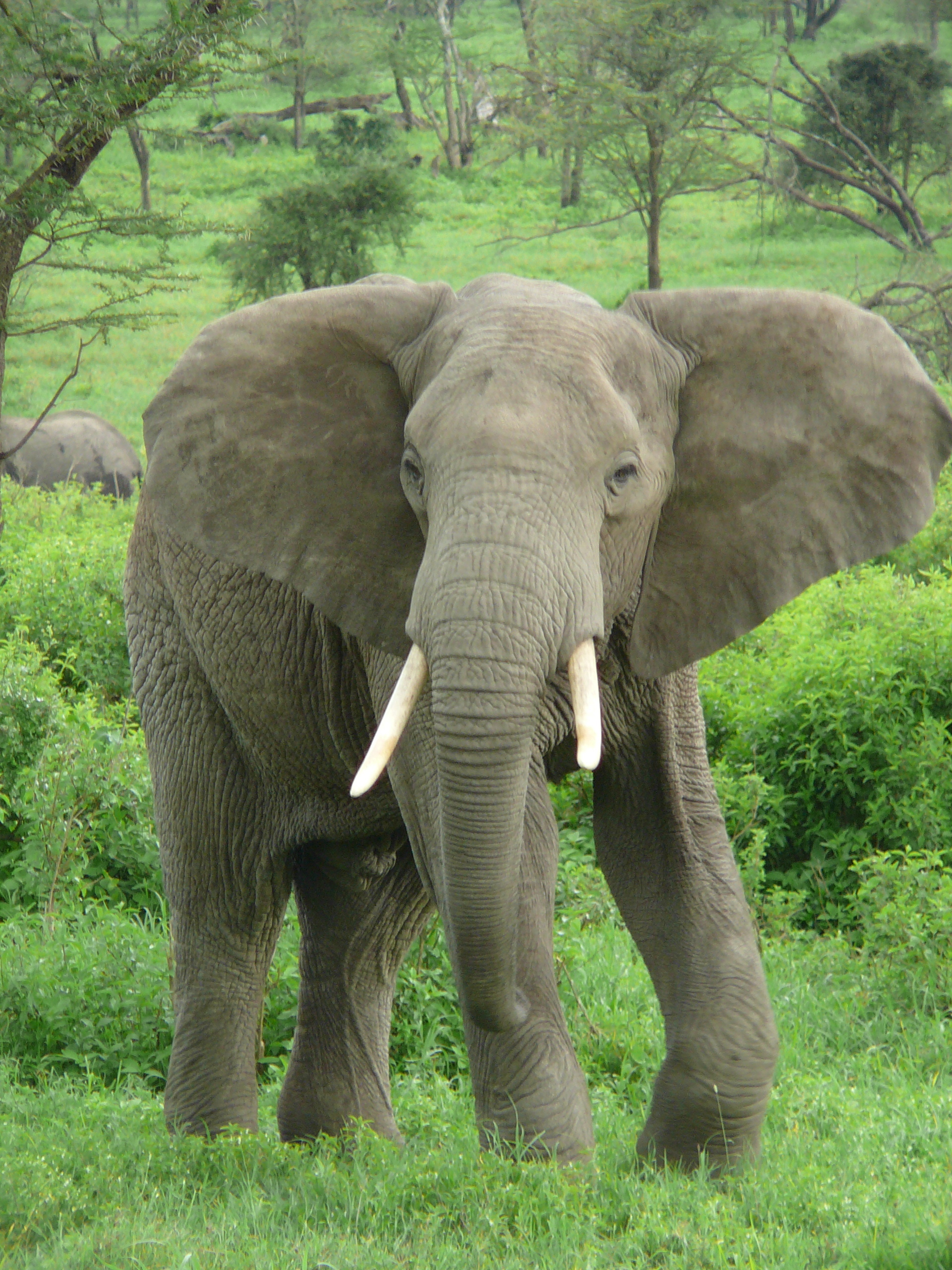
Саванный слон — крупнейшее сухопутное млекопитающее: масса достигает 12,24 т

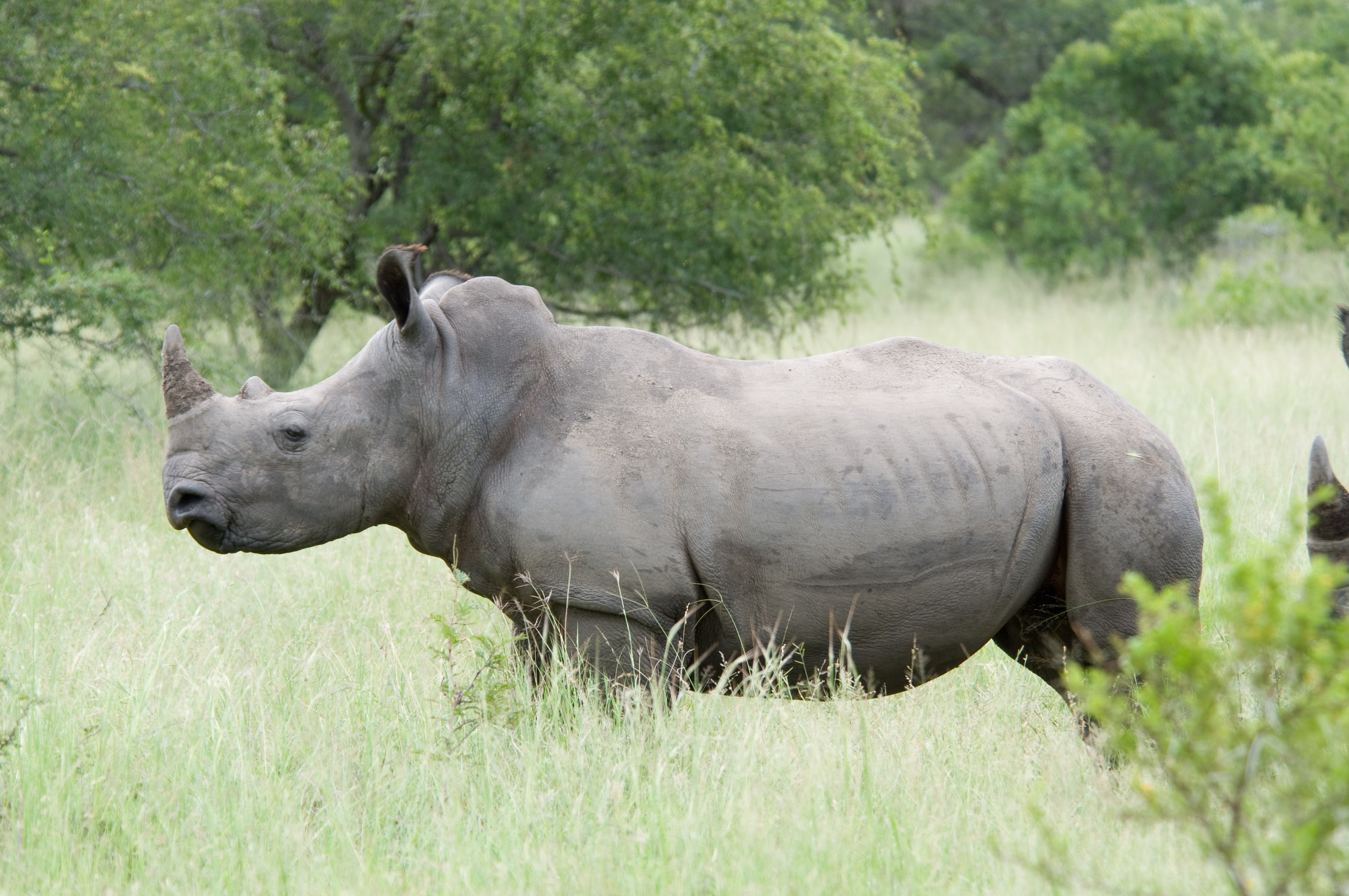
Белый носорог достигает массы более 4 т, являясь крупнейшим непарнокопытным животным

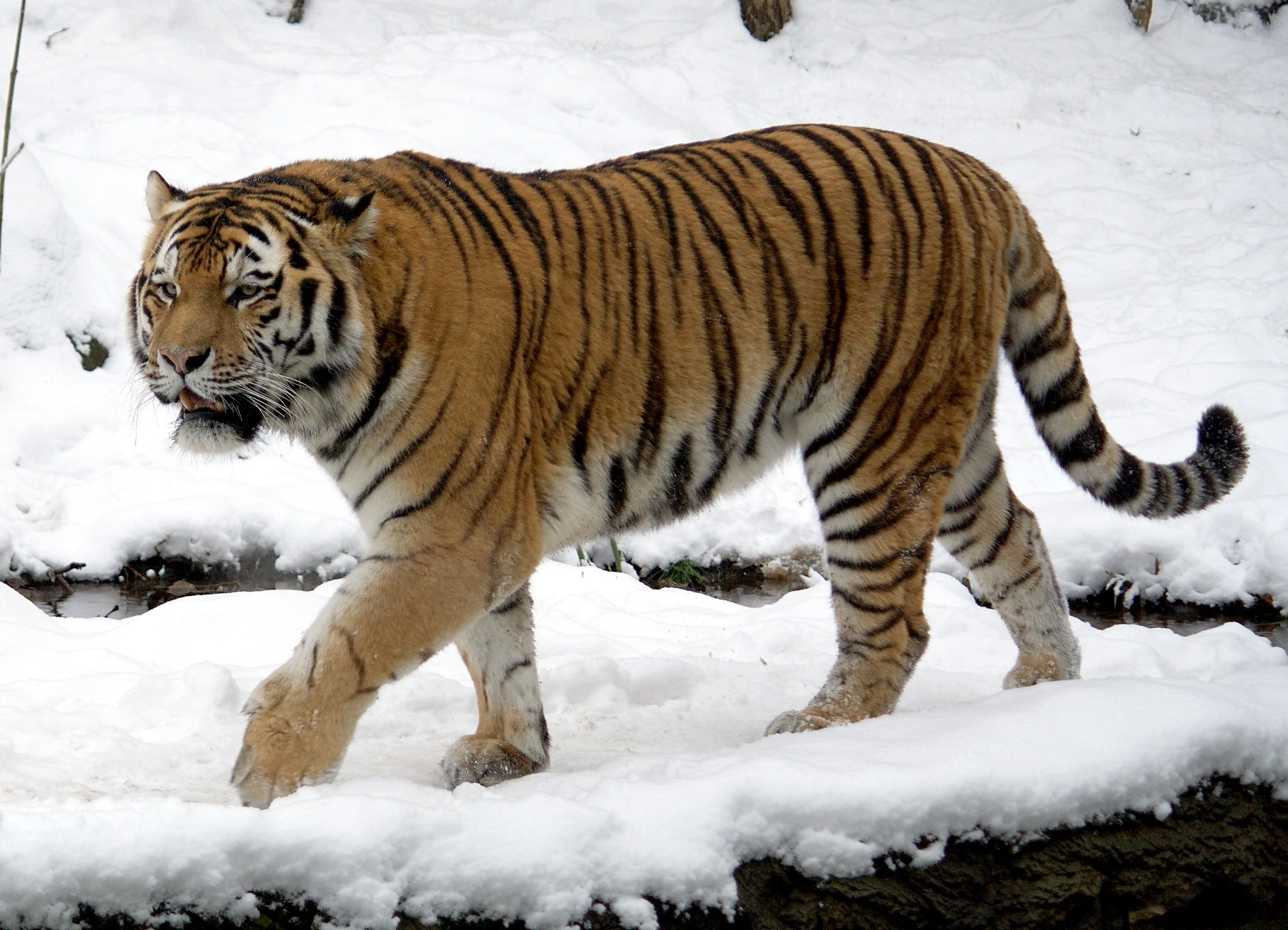
Амурский тигр достигает массы более 350 кг, являясь крупнейшим животным из семейства кошачьих

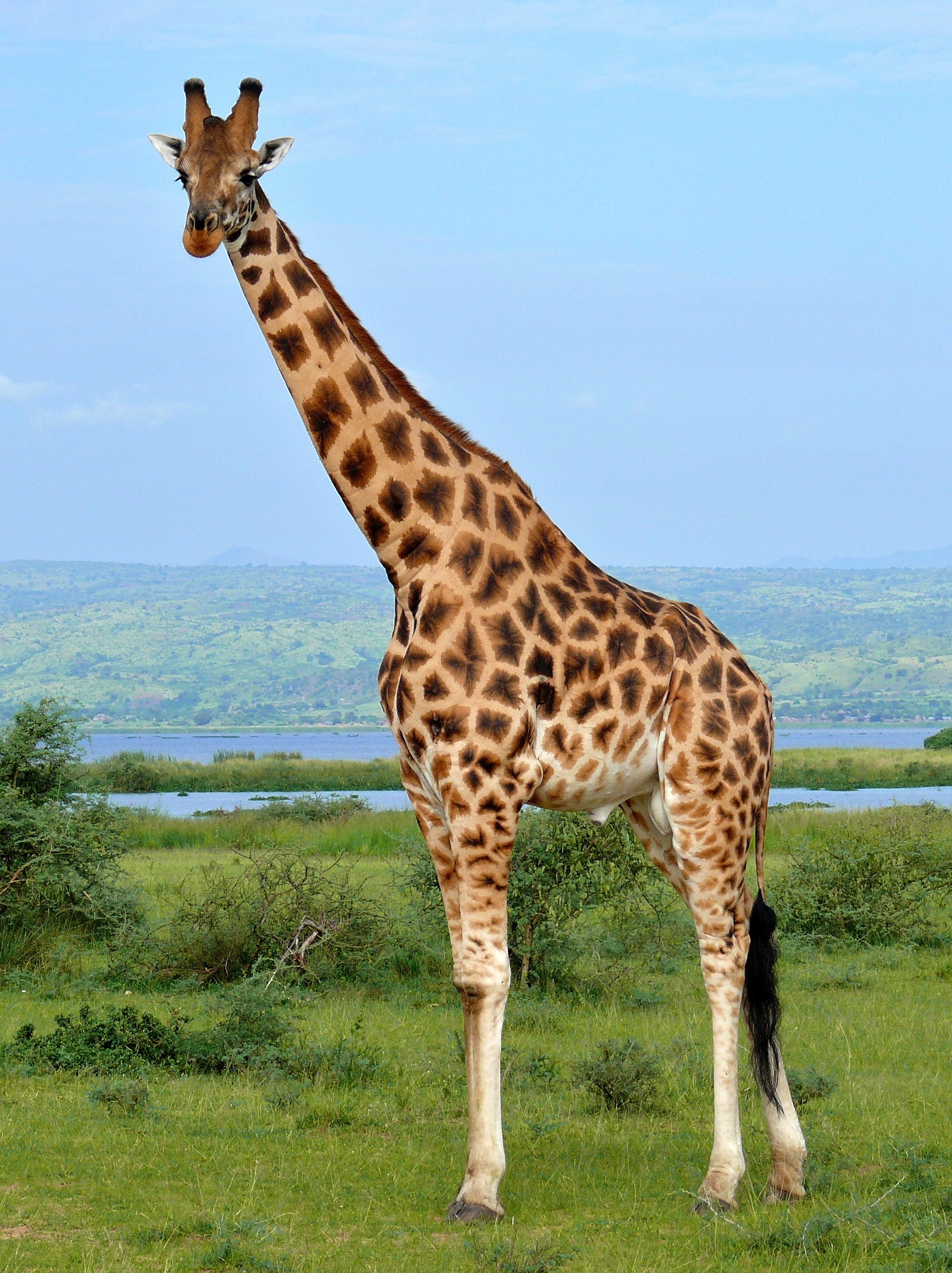
Жираф является самым высоким животным: рост до 5,8 м

Крупне́йшие органи́змы — животные, растения и другие встречающиеся на Земле организмы, которые обладают максимальными значениями в своих классах (отрядах) по таким параметрам, как масса, длина, рост и т. д.

## Позвоночные

### Млекопитающие

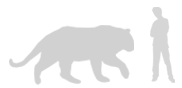
Крупнейший известный амурский тигр в сравнении с человеком ростом 183 см

Крупнейшим представителем млекопитающих является синий кит (голубо́й кит, лат. Balaenoptera musculus). Имея массу до 175 тонн и длину до 33 метров, синий кит является, возможно, наиболее крупным по массе известным животным, которое когда-либо жило на Земле (его конкурентом здесь являются брухаткайозавр и амфицелия, ящеротазовые динозавры из поздней юры и мела), и самым крупным и по массе, и по длине за последние 90 миллионов лет. Самой крупной из когда-либо добытых китов оказалась самка, выловленная близ Южных Шетландских островов в 1926 году. Её длина от развилки хвостового плавника до конца рыла составила 33,27 м, масса 176 792 кг.
- Хоботные (Proboscidea)

Крупнейшим современным сухопутным животным является саванный слон (лат. Loxodonta africana). Самым крупным экземпляром из когда-либо зарегистрированных в «Книге рекордов Гиннесса» был самец, застреленный 7 ноября 1974 года в Мукуссо (Ангола), его масса составила 12,24 т.
- Непарнокопытные (Perissodactyla)

Крупнейшим современным видом отряда непарнокопытные, как впрочем, и всех копытных вместе взятых, является белый носорог (Ceratotherium simum). Наибольшие представители этого вида могут достигать массы 4,5 т, 4,7 м в длину и 2 м в высоту.
- Парнокопытные (Artiodactyla)

Крупнейшим современным видом отряда парнокопытные является бегемот (Hippopotamus amphibius), достигающий массы в 4,5 т, 4,8 м в длину и 1,66 м в высоту. Самым высоким млекопитающим и вообще самым высоким животным является жираф (Giraffa camelopardalis), достигающий роста до 5,8 м и весящий до 2 т.
- Приматы (Primates)

Восточная низинная горилла (Gorilla beringei graueri) является крупнейшим современным приматом. Максимальные вес и рост самцов гориллы достигают более чем 225 кг и 1,8 м в дикой природе. Ископаемый Gigantopithecus был ещё крупнее, вероятно до 3 м высотой и весил от 300 до 550 кг. Он появился около 5 млн лет назад, а последние его останки возрастом около 300 тыс. лет находят в Индии и Китае.
- Однопроходные (Monotremata)

Крупнейшим среди современных яйцекладущих является проехидна (Zaglossus bruijni), весящая до 16,5 кг и имеющая длину до 1 м. Однако среди ископаемых были более крупные представители яйцекладущих млекопитающих, например, вымерший вид Zaglossus hacketti (Австралия), вероятно, весил 100 кг.
- Сумчатые (Marsupialia)

Крупнейшим среди современных сумчатых является большой рыжий кенгуру (Macropus rufus), весящий до 100 кг (обычно до 85 кг) и имеющий высоту до 1,92 м (обычно около 1,4 м).
- Хищные (Carnivora)

Белый медведь — самый крупный наземный представитель млекопитающих отряда хищных (если же учитывать и водные виды хищных, то первенство переходит к южному морскому слону, у которого самцы по длине достигают 6 м, а по массе — 4 т). Длина белого медведя достигает 3 м, масса до 1 т. Обычно самцы весят 400—450 кг; длина тела 2—2,5 м, высота в холке до 130—150 см.
Тигр — крупнейший и самый тяжёлый из современных представителей семейства кошачьих. Наибольшая известная длина тела крупнейших подвидов тигров — амурского и бенгальского — составляет 317 см, а вместе с хвостом — 420 см. Высота в холке до 1,15 м. Взрослый самец в природе обычно весит от 180 до 250 кг. Установлено существование самцов массой в 325, 340, 350 и 360 кг. Лигр — иногда появляющийся в неволе гибрид льва и тигрицы — может достигать 3,6 м в длину и свыше 410 кг массы (такие параметры зафиксированы Книгой Рекордов Гиннеса для Геркулеса, считающегося крупнейшим лигром).
- Грызуны (Rodentia)

Капибара является крупнейшим современным грызуном. Длина тела взрослой капибары достигает 1—1,35 м, высота в холке — 50—60 см. Самцы весят 34—63 кг, а самки — 36—65,5 кг (измерения произведены в венесуэльских льяносах).
- Вымершие млекопитающие

Эндрюсарх, живший в верхнем эоцене и относимый по современным исследованиям к китопарнокопытным, считается самым крупным известным сухопутным хищным млекопитающим всех времён. Длина его черепа составляла 83 см, а общая длина тела предположительно равнялась 3,8 м.
Индрикотерий, представитель носорогообразных непарнокопытных, живший в среднем олигоцене — нижнем миоцене, имел до 24 тонн весу и достигал 4,8 метров в холке, являясь, таким образом, самым высоким и тяжёлым из когда-либо существовавших сухопутных млекопитающих.

### Птицы

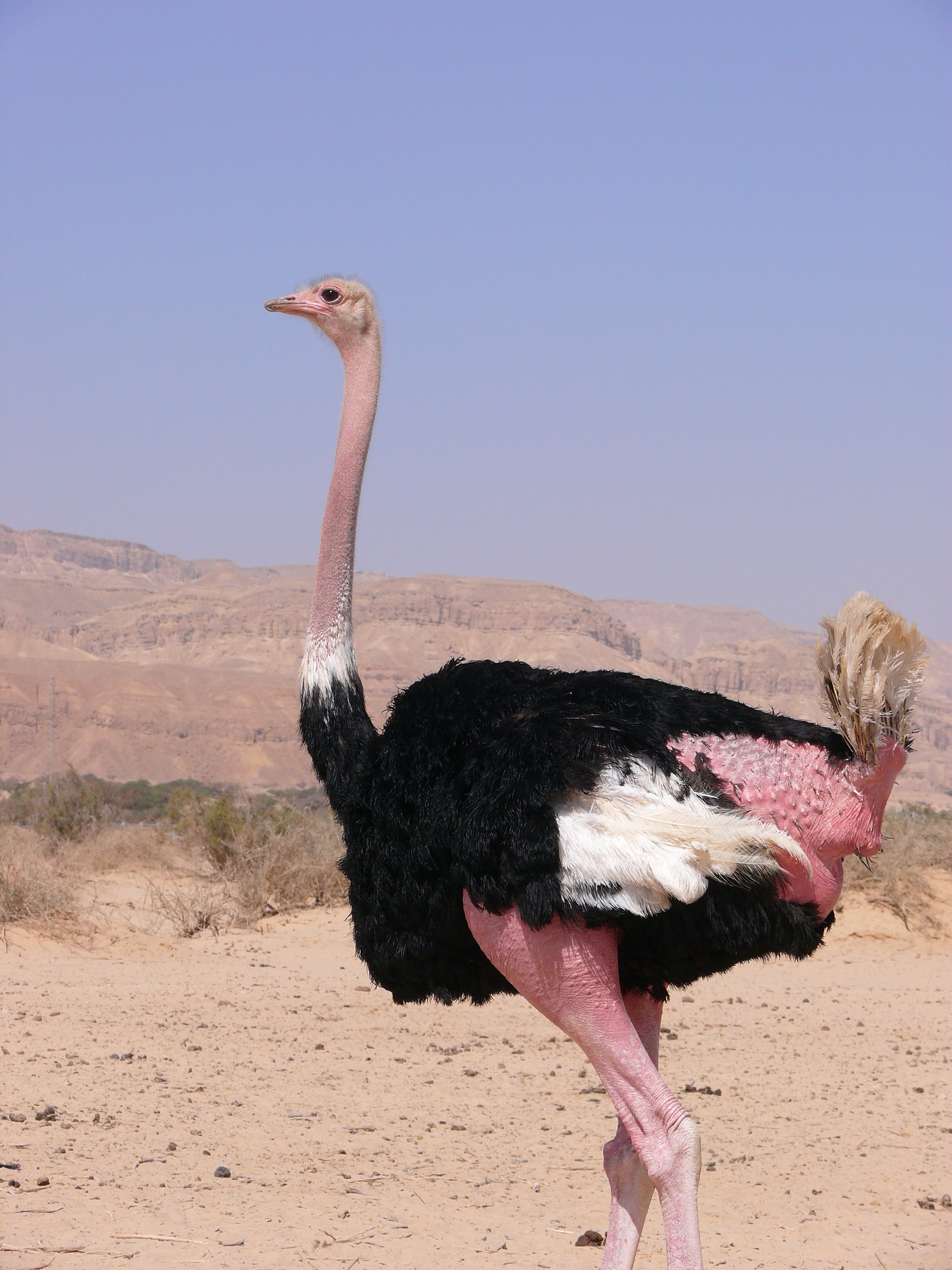
Обыкновенный страус

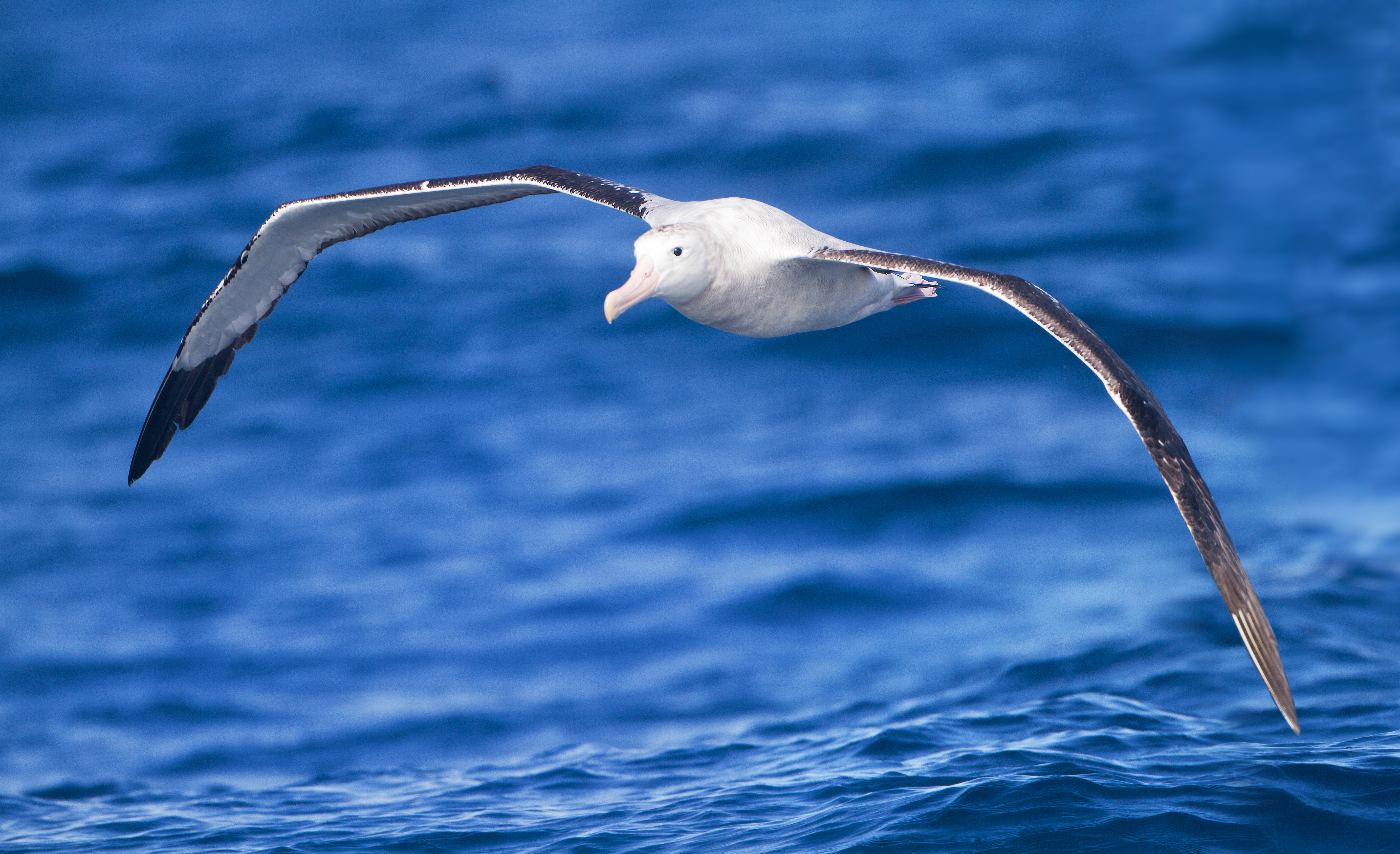
Странствующий альбатрос в полёте

Крупнейшим представителем современных птиц является африканский страус (Struthio camelus), достигающий 2,7 м в высоту и массы до 156 кг.
Странствующие альбатросы (Diomedea exulans) достигают длины 117 см и обладают самым большим среди птиц размахом крыльев — до 350 см.
Чёрный гриф (Aegypius monachus) имеет длину тела 98—120 см и размах крыльев 270—310 см при массе 7—14 кг.
Вероятно, самой крупной летающей птицей является Африканская большая дрофа (Ardeotis kori) достигающая длины 120 см при весе до 20 кг.
Андский кондор (Vultur gryphus) — самая крупная летающая птица в Западном полушарии; несмотря на то, что его длина от клюва до хвоста в среднем на 5 см короче, чем у калифорнийского кондора, по размаху крыльев (274—310 см) он значительно превосходит своего ближайшего родственника. К тому же он тяжелее — вес самцов достигает 11—15 кг, самок — 7,5—11 кг. Длина взрослых птиц варьирует в пределах от 117 до 135 см.

### Пресмыкающиеся

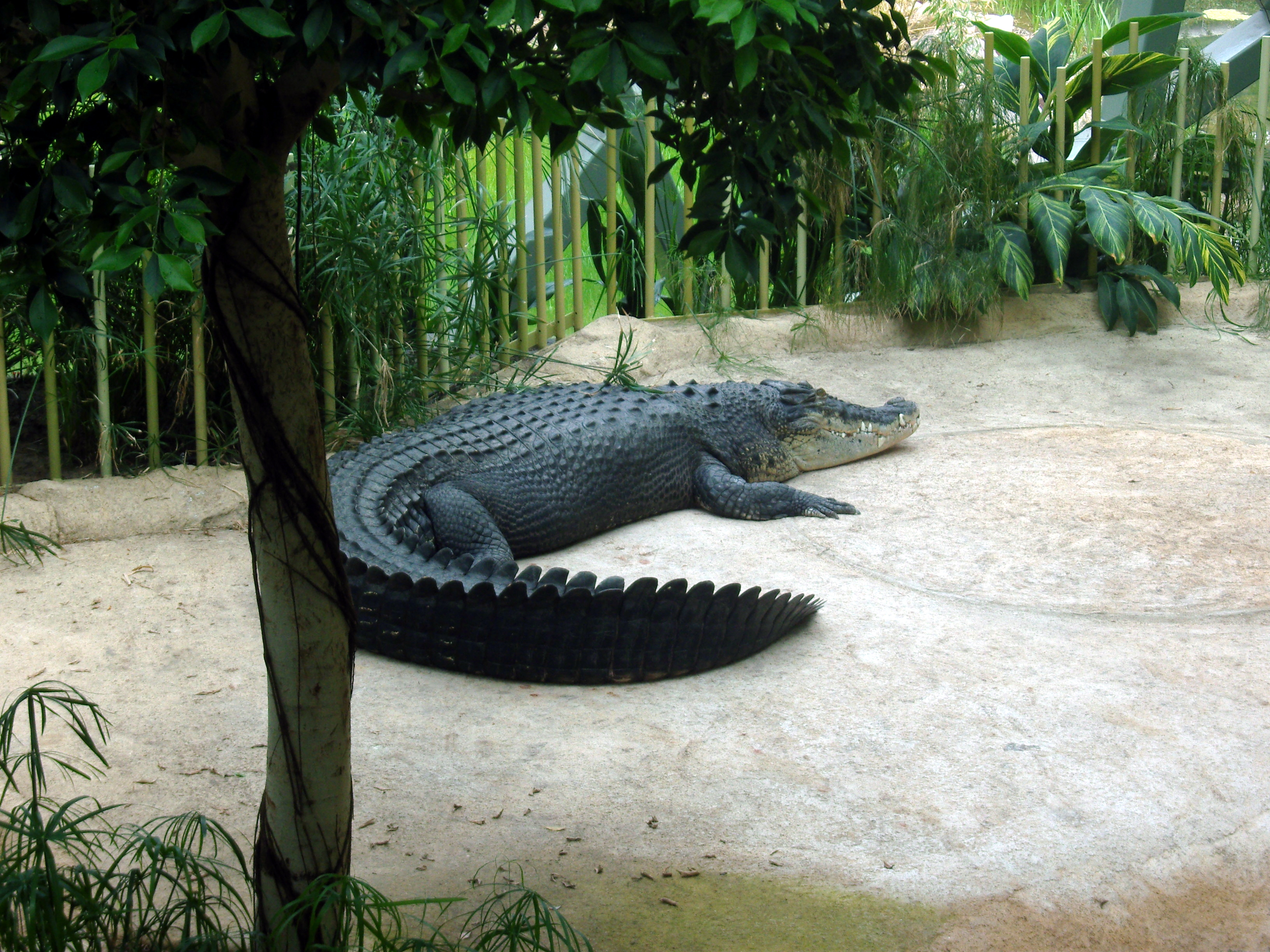
Гребнистый крокодил — самая крупная современная рептилия.

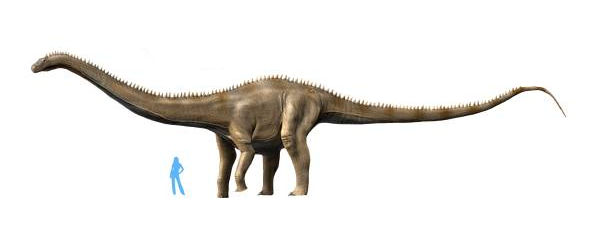
Суперзавр в сравнении с человеком.

Крупнейшим представителем современных пресмыкающихся является гребнистый крокодил (Crocodylus porosus), в среднем достигающий примерно 4,5—5 м в длину и весящий 450—600 кг. Крупнейшие измеренные его представители (по подтверждённым данным) имели массу до 1,36 т и длину до 6,3 м. Хотя крупнейший известный череп, вероятно, принадлежал гребнистому крокодилу длиной 6,84 м.
- Чешуйчатые (Lacertilia и Serpentes)

Комодский варан (Varanus komodoensis) — самая крупная ящерица мировой фауны. На острове Комодо был достоверно измерен варан длиной 304 см и весивший 81,5 кг, в то время как ещё более крупный индивид содержался в зоопарке Сент-Луиса — он имел длину 3,13 м и весил 166 кг.
Самой длинной змеёй мировой фауны считается сетчатый питон (Python reticulatus). Крупнейшая известная из дикой природы змея этого вида достигала 6,95 м и весила 59 кг, но при этом не ела 3 месяца. Самой тяжелой змеёй мировой фауны считается анаконда (Eunectes murinus) — наиболее крупная из пойманных в дикой природе самок анаконд происходит из Венесуэлы, она весила 97,5 кг при длине в 5,21 м.
- Черепахи (Testudines)

Крупнейшей среди ныне живущих черепах является кожистая черепаха (Dermochelys coriacea). У крупнейшей достоверно измеренной кожистой черепахи полная длина тела составляла 2,6 м, размах передних ласт — 2,5 м, а масса — 916 кг.
- Динозавры (Dinosauria)

Самыми крупными когда-либо жившими на планете рептилиями являются представители завроподоморфных динозавров — диплодоки, доходившие в длину до 25–35 м, и весившие, по одним оценкам, 10––20 т, а по другим — 20—80 тонн; возможно, также суперзавры длиною под 33–34 м, а то и под 39 и даже 42 м, а массой около 35–40 т.

### Земноводные
Крупнейшее современное земноводное — китайская исполинская саламандра. Достигает длины 180 см и массы 50 кг. Крупнейшее бесхвостое земноводное — лягушка-голиаф, достигающая массы 3,3 кг.

### Рыбы
Крупнейшим представителем надкласса Рыбы (в соответствии с современными принципами кладистики — парафилетической группы) является китовая акула, достигающая длины по меньшей мере 12—14 м, возможно, до 18 м и даже 20 м.
Обыкновенная луна-рыба — самая крупная современная костная рыба. В Книге рекордов Гиннесса приводятся данные о рыбе, пойманной 18 сентября 1908 года недалеко от Сиднея, длина которой составляла 3,3 м, расстояние между плавниками — 4,26 м, а вес 2235 кг.

## Беспозвоночные

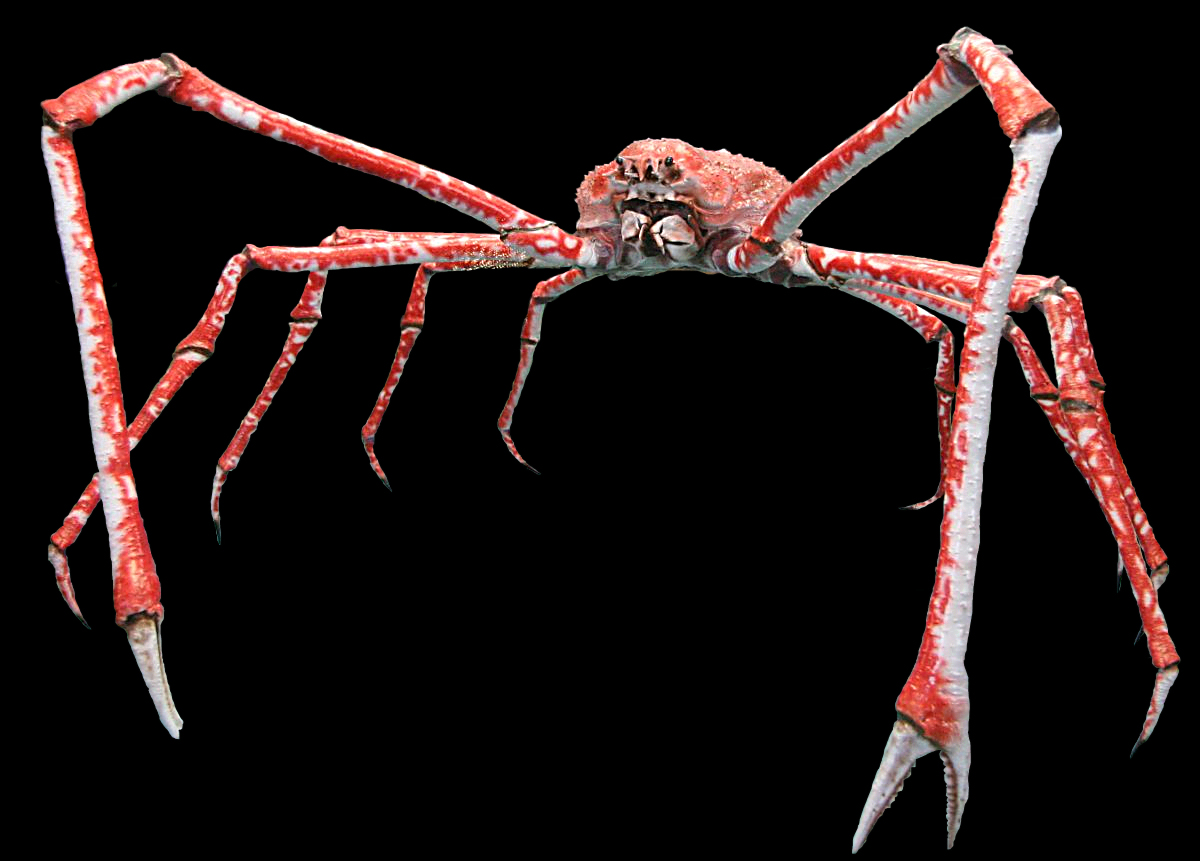
Японский краб-паук — 45 см длины карапакса и 3 м в размахе первой пары ног

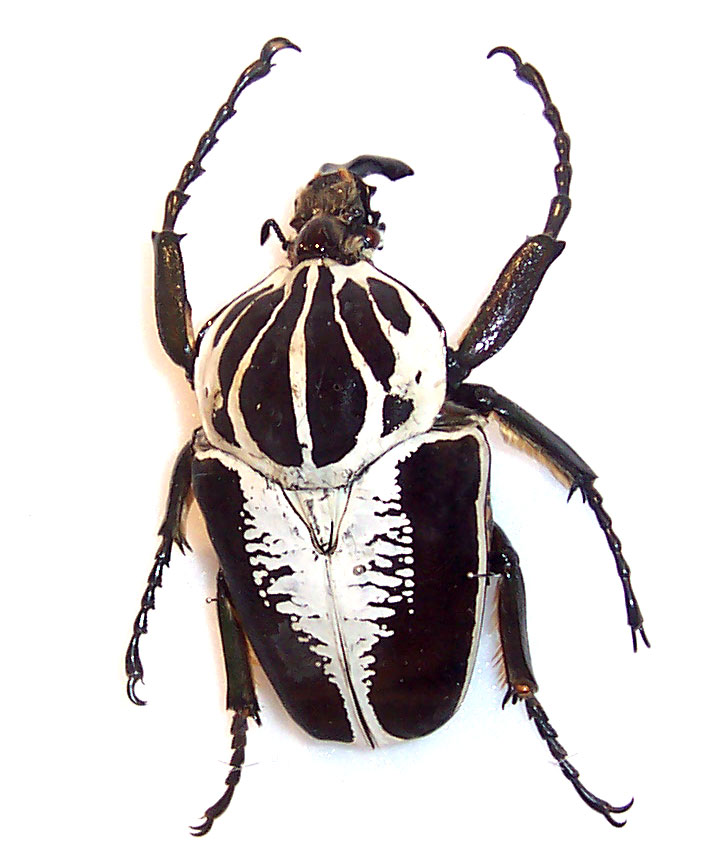
Жук-голиаф вида Goliathus regius — самый тяжёлый жук в мире

### Членистоногие

#### Ракообразные
Крупнейшим представителем класса ракообразных и всех членистоногих является японский краб-паук (Macrocheira kaempferi). Крупные особи достигают 45 см длины карапакса и 3 м в размахе первой пары ног.

#### Насекомые

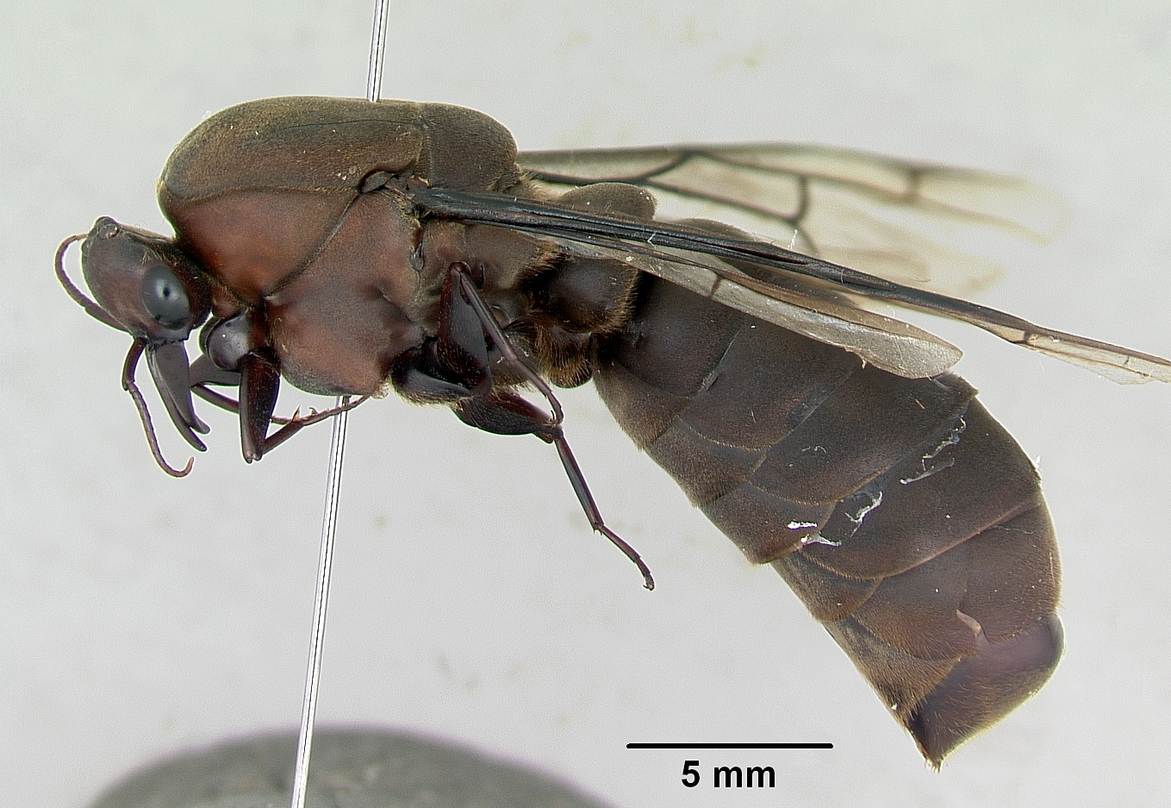
Dorylus nigricans

- Палочники  (Phasmatodea)

Самым крупным насекомым является палочник (Phasmatodea) вида Phobaeticus chani (Калимантан), достигающий в длину вместе с вытянутыми конечностями 56,7 см. Длина собственно тела составляет 35,7 см.
- Жуки (Coleoptera)

Одним из крупнейших жуков в мире считается дровосек-титан (Titanus giganteus) из Южной Америки, достигающий длины до 167 мм. Крупнейшим жуком также является южноамериканский жук-геркулес (Dynastes hercules), отдельные особи самцов которого достигают длины до 171 мм. Крупнейшим также является бразильский дровосек-большезуб (Macrodontia cervicornis), с максимальной зарегистрированной длиной самца 169 мм (экземпляр из коллекции J.Sticher, Германия)
Самые тяжёлые жуки в мире — отдельные особи самцов ряда видов голиафов, достигающие длины до 95—100 мм (Goliathus regius до 116 мм), при жизни могут весить согласно одним данным до 47 грамм, а по другим — до 80—100 грамм.
- Бабочки (Lepidoptera)

Крупнейшей по размаху крыльев бабочкой в мире является южноамериканская тропическая совка — совка агриппина (Thysania agrippina), размах её крыльев до 280 мм.
Самой крупной по размаху крыльев дневной бабочкой является птицекрылка королевы Александры (Ornithoptera alexandrae). В Лондонском музее естественной истории хранится экземпляр самки с размахом крыльев 273 мм, что делает данный вид крупнейшим представителем группы булавоусых (дневных) чешуекрылых. Также к крупнейшим дневным бабочкам относится парусник антимах (Papilio antimachus) из Центральной Африки. За счет сильно вытянутой вершины передних крыльев, их размах у отдельных особей самцов может достигать 25 см. Павлиноглазка цезарь (Attacus caesar), распространённая на Минданао, одном из Филиппинских островов: максимальный размах крыльев самок данного вида может достигать 255 мм. Самки павлиноглазки геркулес (Coscinocera hercules), обитающей в Австралии и Новой Гвинее, обладают самой большой площадью крыльев — до 263,2 см².
Павлиноглазка атлас (Attacus atlas) — крупнейшие экземпляры самок этого вида могут достигать размаха крыльев до 240 мм.
- Кожистокрылые, или уховёртки (Dermaptera)

Самая крупная уховёртка в мире Лабидура гигантская (Labidura herculeana). Длина её тела достигает до 8 см. Эндемик Острова Святой Елены.
- Пчёлы (Apoidea)

Самая крупная пчела в мире — Megachile pluto (Megachilidae) из Индонезии. Длина тела самок 39 мм (1.5"), а размах крыльев 63 мм (2.5"). Эту пчелу также называют Wallace’s Giant Bee.
- Муравьи (Formicidae)

Одним из крупнейших представителей семейства является вид Camponotus gigas, размер рабочих особей которого составляет около 20 мм, самцов — 18,3 мм, солдат — 28,1 мм, матки — до 31,3 мм. Также самыми крупными муравьями являются динопонера гигантская (Dinoponera gigantea) и Paraponera clavata, достигающие длины 25—30 мм. Самцы из африканского рода Dorylus могут достигать длины до 3 см, а матки (королевы) в оседлую фазу в момент созревания яиц имеют сильно увеличенное брюшко и общую длину до 5 см. Однако крупнейшими в истории являются ископаемые муравьи рода Formicium. Их самки достигали 7 см в длину, а крылья имели размах до 15 см.
- Двукрылые (Diptera)

Самым крупным представителем отряда Двукрылые является неотропический вид мух Gauromydas heros (Asiloidea, Mydidae), чьё тело достигает в длину 6 см (2½ дюйма), а размах крыльев составляет 10 см (4 дюйма). Встречается этот вид в Боливии и Бразилии. Более крупных размеров может достигать вид комаров-долгоножек Holorusia brobdignagius (Tipulidae) (длина с ногами до 23 см), но он намного тоньше и меньше весит, чем Gauromydas. Размах крыльев до 11 см у Holorusia mikado.

### Немертины
- Вид Lineus longissimus достигает 60 м в длину, что делает его самым длинным животным на планете[70].

### Круглые черви
- Более 8 м в длину достигает паразит кашалота нематода Placentonema gigantissima, живущая в плаценте кашалота[71].

### Кишечнополостные
- Вид медуз волосистая цианея (Cyanea capillata) обладает щупальцами, достигающими 36 м в длину, что делает его одним из самых длинных животных[72][73][74]. Волосистая цианея — самая крупная медуза Мирового океана. Встречаются экземпляры с диаметром купола, достигающим 2 м. Обычно цианеи не вырастают больше 50—60 см.

Сравнимая по размерам (возможно, более крупная по массе) медуза — Nemopilema nomurai, обитающая в Восточно-Китайском и Жёлтом морях. Её зонтик достигает в диаметре 2 м, а масса — 200 кг.

### Моллюски

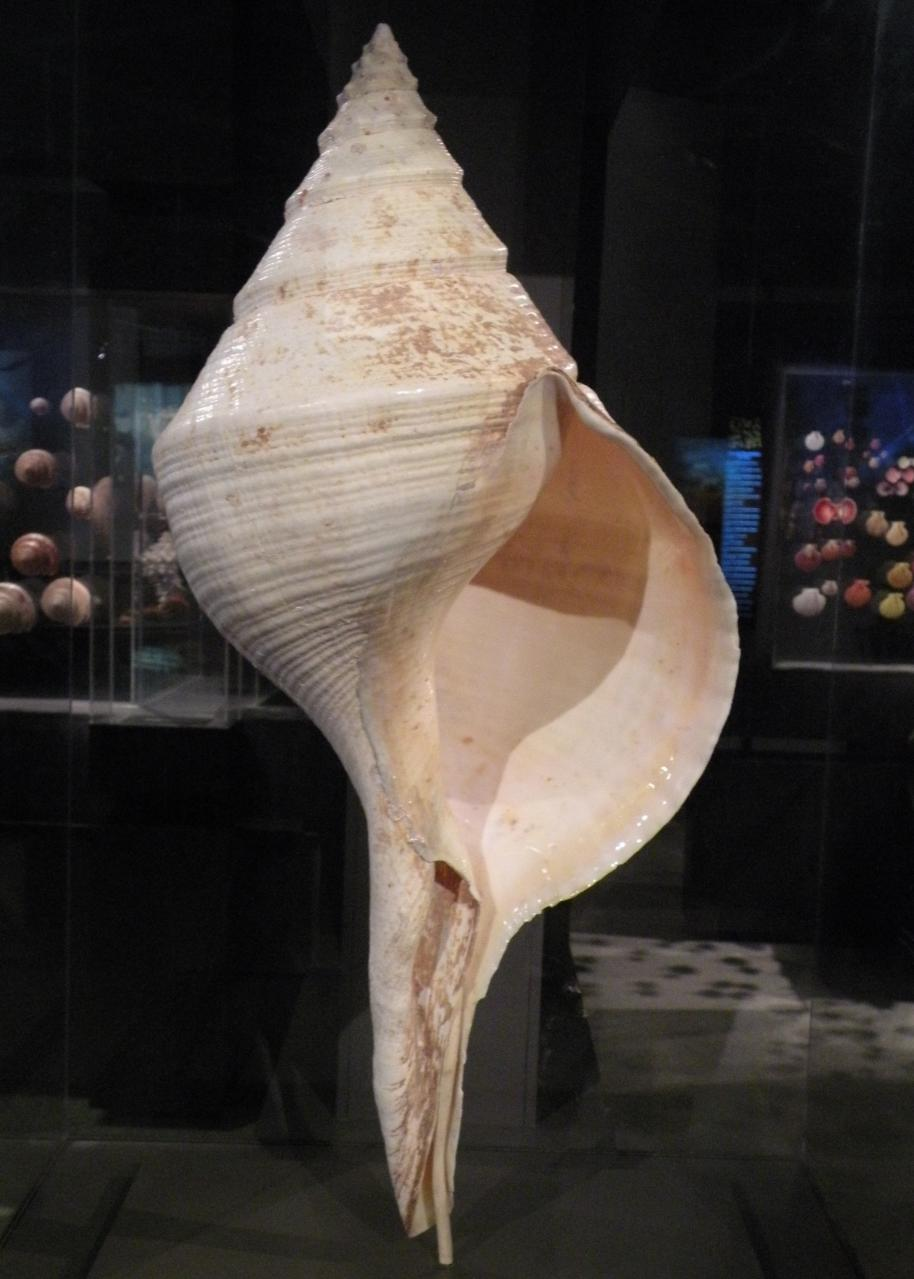
Syrinx aruanus

#### Брюхоногие моллюски
Гигантский австралийский трубач (Syrinx aruanus) является крупнейшим в мире брюхоногим моллюском. Высота раковины достигает 91 см, а её масса с моллюском — до 18 кг. Большинство же раковин достигают длины около 25 см.

#### Двустворчатые моллюски
Крупнейшим двустворчатым моллюском является гигантская тридакна (Tridacna gigas) Самый крупный экземпляр данного моллюска, достигающий длины 138 см, был обнаружен в 1817 году на северо-западном побережье Суматры. Вес створок раковины составлял примерно 230 кг, а общий вес живого моллюска с раковиной составил 250 кг. Другой необычно крупный экземпляр тридакны был найден в 1956 году возле японского острова Исигаки. Створки раковины достигали длины 115 см и весили 333 кг.

#### Головоногие моллюски

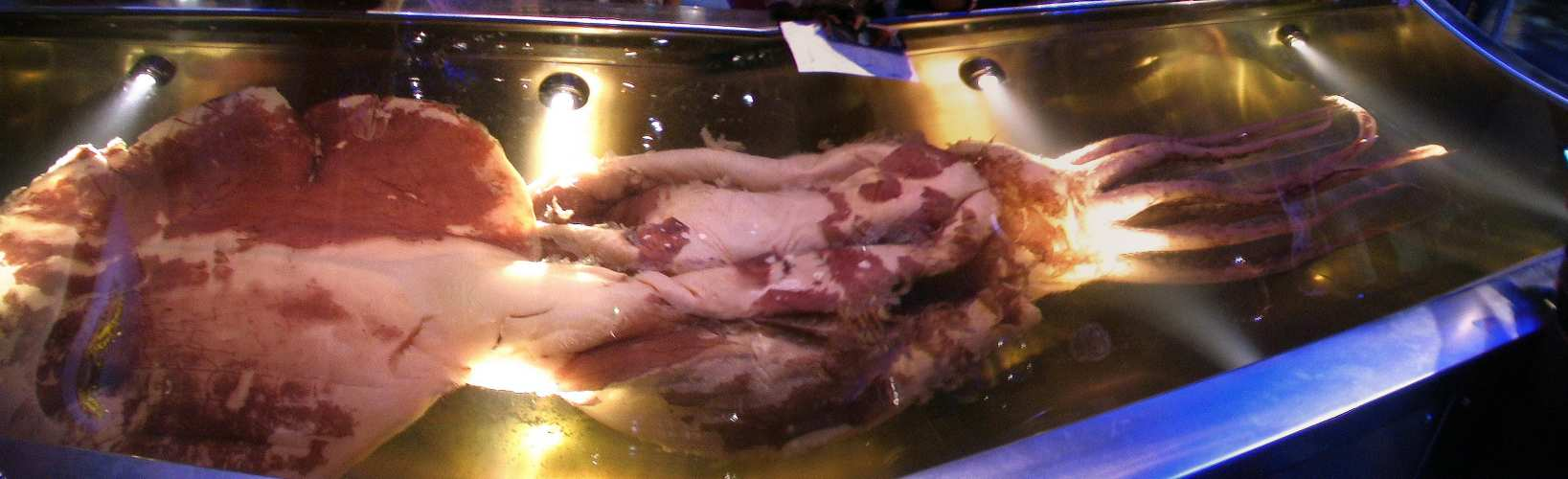
Антарктический гигантский кальмар.

Крупнейшим головоногим моллюском в мире является антарктический гигантский кальмар (лат. Mesonychoteuthis hamiltoni). В 2007 году в антарктических водах новозеландские рыбаки выловили крупнейшего из когда-либо пойманных антарктических гигантских кальмаров, длиной около 10 метров и весом в 494 кг (по первоначальным данным — 450 кг).

## Растения

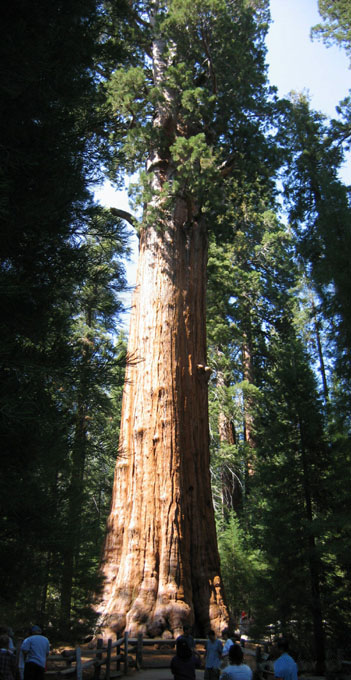
Секвойядендрон «Генерал Шерман» в национальном парке «Секвойя»

В расчёте на один побег крупнейшими растениями современности по весу и объёму являются секвойядендрон гигантский (мамонтово дерево, Sequoiadendron giganteum), секвойя и эвкалипт. Самый крупный экземпляр секвойядендрона, носящий имя «Генерал Шерман», имеет высоту 83,8 м, диаметр 11,1 м у основания, 7,7 м на высоте человеческого роста, объём 1487 м³.

### Хвойные растения
Секвойя (Sequoia sempervirens) достигает в высоту более 100 м. Самое высокое дерево на Земле — секвойя, обнаруженная летом 2006 года Крисом Аткинсом (англ. Chris Atkins) и Майклом Тэйлором (англ. Michael Taylor) в национальном парке Редвуд. Высота «Гипериона» (так было названо дерево) составляет 115,5 м (379,1 футов).

### Цветковые растения
В расчёте на общий вес организма в целом крупнейшим в мире растением является тополь осинообразный, чьи клональные колонии могут занимать площадь 4 га и достигать общей массы 6000 т. Размножается корневыми отпрысками.
В расчёте на общую занимаемую площадь крупнейшим в мире растением является гигантское морское цветковое растение Posidonia australis в Австралии. Длина его клональной колонии достигает 180 км, а занимаемая площадь — 200 км2.
Старейшим живым организмом на Земле является другой вид гигантской позидонии, Posidonia oceanica, открытый близ Балеарских островов и чей возраст оценивается в 100 000 лет.
Эвкалипты (Eucalyptus) также могут иметь высоту более 100 м. Эвкалипт царственный (Eucalýptus régnans) считается одним из самых высоких цветковых растений на планете.
Растением с крупнейшим в мире единичным цветком является раффлезия Арнольда, а цветковым растением с крупнейшим в мире неразветвлённым соцветием является аморфофаллус титанический.

## Грибы
Крупнейшее плодовое тело обнаружено в 2010 году у агарикомицетового гриба вида Fomitiporia ellipsoidea (остров Хайнань, Китай). Он является представителем отряда Hymenochaetales, которые как трутовики растут на мёртвой древесине. Его вес был между 400 и 500 кг, возраст около 20 лет, длина — 10 м, ширина — 82—88 см, объём от 409 000 см³ до 525 000 см³.
Ранее, до обнаружения Fomitiporia, крупнейшее плодовое тело было найдено у гриба Rigidoporus ulmarius (подкласс Agaricomycetidae, порядок Полипоровые). Его параметры: вес — 284 кг, высота — 1,66 м, окружность — 4,9 м.
Крупнейшим организмом на планете по площади (8,9 км2) можно считать грибницу опёнка тёмного из национального леса Малур в штате Орегон.

## Протисты
Крупнейшими представителями одноклеточных существ являются некоторые протозойные организмы (Protozoa) из типа (или класса) фораминифер. Один из таких видов, Syringammina fragilissima, может достигать 20 см.
Слизневик Brefeldia maxima образует плазмодий состоящий из одной многоядерной клетки, который будучи толщиной 5-15 мм может достигать размера 30 см. (на Элементах упоминается пятиметровый плазмодий)

## Бактерии
Крупнейшей бактерией считалась Thiomargarita namibiensis. Эта морская грам-отрицательная бактерия из группы гамма-протеобактерий была открыта в донных осадках материкового шельфа близ побережья Намибии немецким биологом Хайде Шульц (нем. Heide N. Schulz) и её коллегами из Института морской микробиологии Общества Макса Планка в Бремене в 1997 году во время исследовательского плавания на российском судне «Петр Котцов». Thiomargarita namibiensis имеет 0,75 мм в поперечнике, что позволяет рассмотреть её невооружённым взглядом.
Открытая в 2012 году Thiomargarita magnifica имеет размер в два сантиметра.
Среди пресноводных бактерий крупнейшей является Achromatium oxaliferum 0,125 мм в длину.

## Вирусы

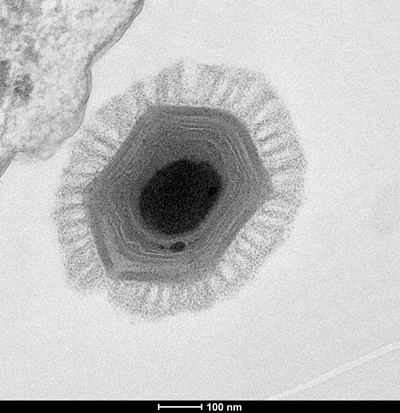
Крупнейший вирус (Megavirus chilensis)

Один из самых больших вирусов (Megavirus chilensis) найден в прибрежных водах Чили. Размер его частицы равен 680 нанометрам, в геноме содержится 1 миллион 259 тысяч 197 пар нуклеотидов, которые кодируют 1120 белков.
В июле 2013 года был найден более крупный Pandoravirus (до 1,2 мкм в длину, до 0,5 мкм в диаметре)
В начале 2014 года появились сведения об открытии ещё более крупного вируса — Pithovirus (до 1,5 мкм в длину, до 0,5 мкм в диаметре).

## Комментарии
1. ↑  Масса тела иногда предлагается в качестве критерия для крупных «тяжёлых» насекомых и она была приведена несколькими популярными авторами, в частности Wood (1982) в книге «The Guinness Book of Animal Facts & Feats» и McQuitty с Mound (1994) в книге «Megabugs». Такие значения, как 100 граммов для жуков рода Goliathus (вид не указан в данных литературных источниках) по сравнению с всего 35 граммами для Megasoma elephas (McQuitty и Mound) интересны сами по себе, но не имеют сравнительной ценности. Возможно произошла ошибка и имело место искажение 35 грамм до 3,5 унций и упомянутый вид Goliathus, по сути, весил 35 грамм. David M. Williams Book of insect records. Chapter 30: Largest (онлайн версия) Архивная копия от 18 июля 2011 на Wayback Machine